# 大谷秀和
大谷秀和（1984年11月6日—），前日本足球运动员，他為柏雷素尔出場超過600次，並在整個職業生涯中只效力柏雷素尔。他是日本职业球员协会的监事之一。

## 俱乐部生涯
大谷秀和自幼就在和柏雷素尔有合作关系的学校（流山市立西初石中学、流通经济大学附属柏高等学校）进行足球训练，2003年进入柏雷素尔一线队。 2008年大谷秀和成为球队队长。2011赛季，大谷秀和出场27次，率领柏雷素尔在升班的第一个赛季就获得日本顶级联赛冠军。

## 荣誉

### 俱乐部
- 柏雷素尔
  - J2联赛：2010
  - J联赛：2011